# Бурино (Балезінський район)
Бу́рино (рос. Бурино) — присілок в Балезінському районі Удмуртії, Росія.

## Населення
Населення — 112 осіб (2010; 135 в 2002).
Національний склад станом на 2002 рік:
- удмурти — 97 %